# Nglumpang
Nglumpang is een bestuurslaag in het regentschap Ponorogo van de provincie Oost-Java, Indonesië. Nglumpang telt 2198 inwoners (volkstelling 2010).